# 静岡学園短期大学
静岡学園短期大学（しずおかがくえんたんきだいがく、英語: Shizuoka Gakuen College）は、静岡県藤枝市駿河台4-1-1に本部を置いていた日本の私立大学である。1988年に設置され、1999年に廃止された。

## 概要

### 大学全体
- 静岡県藤枝市に所在した日本の私立短期大学で、設置主体は学校法人学校法人静岡学園。
- 1988年に2つの学科を擁して開学した男女共学校[注 1]。
- 1997年度の入学生を最後に[注釈 1]、1999年に短期大学としての使命を終える[5]。

### 教育および研究
- 静岡学園短期大学に設置されていた学科の一つである経営情報科には、情報処理・経営情報・会計秘書の各コースが設けられていた。英語コミュニケーション科には、英語コミュニケーション・英語情報・国際教養の各コースが設けられていた[6]。

### 学風および特色
- 静岡学園短期大学ではアメリカのミルズカレッジでの夏期セミナーが実施されていた。

## 沿革
- 1986年
  - 10月 1988年の開学を目指す計画が発表される[7]。
- 1987年
  - 12月23日 左記を以て文部省[注 3]より短期大学の設置が認可される[8]。
- 1988年
  - 4月1日 静岡学園短期大学が以下の学科体制にて開学する[8]。
    - 経営情報科 入学定員100名
    - 英語科 入学定員100名

  - 5月1日 学生数[9]/定員[10]
    - 経営情報科 168[注 4]/100
    - 英語科 120[注 5]
- 1989年
  - 5月1日 学生数[11]/定員
    - 経営情報科 312[注 6]/200
    - 英語科 237[注 7]/200
- 1991年
  - 4月1日 経営情報科の入学定員を100[12]→200[13]に増員[14]。
  - 5月1日 学生数[15]/定員
    - 経営情報科 357[注 8]/300
    - 英語科 253[注 9]/200
- 1992年
  - 4月1日 英語科の入学定員を100[13]→150[16]に増員[17]。
  - 5月1日 学生数[18]/定員
    - 経営情報科 457[注 10]/400
    - 英語科 283[注 11]/300
- 1993年
  - 5月1日 学生数[19]/定員
    - 経営情報科 464[注 12]/400
    - 英語科 334[注 13]/300
- 1996年
  - 4月1日 英語科を英語コミュニケーション科に改称[20]。
  - 5月1日 学生数[21]/定員
    - 経営情報科 515[注 14]/M
    - 英語コミュニケーション科 300[注 15]/M
- 1997年
  - 4月1日 この年度をもって募集を終了[注釈 1]。
  - 5月1日 学生数[22]/定員
    - 経営情報科 530[注 16]/400
    - 英語コミュニケーション科 224[注 17]/300
- 1998年
  - 5月1日 学生数[23]/定員
    - 経営情報科 242[注 18]/200
    - 英語コミュニケーション科 319[注 19]/150
- 1999年
  - 12月22日 左記を以て正式に廃止される[5]。

## 基礎データ

### 所在地
- 静岡県藤枝市駿河台4-1-1

## 教育および研究

### 組織

#### 学科
- 経営情報科 入学定員200名
- 英語コミュニケーション科 入学定員150名

#### 専攻科
- なし

#### 別科
- なし

#### 取得資格について
- 特になし。

### 研究
- 『静岡学園短期大学研究報告』[1]

## 大学関係者と組織

### 大学関係者一覧
歴代学長
- 中條修

## 施設

### キャンパス
- JR東海道本線藤枝駅から静岡鉄道バスが運行されていた。最寄りのバス停留所は「静岡学園短大前」となっており、現在は「静岡産業大学前」バス停となっているものと思われる。
- 当時のキャンパスは、およそ24,000m2となっていた[24]。

## 対外関係

### 他大学との協定
- ミルズカレッジ（アメリカ）[24]

### 系列校
- 静岡産業大学
- 静岡学園中学校・高等学校

## 卒業後の進路について

### 編入学・進学実績
- 途中で併設された静岡産業大学への編入学制度があった。